# Crassula pustulata
Crassula pustulata är en fetbladsväxtart som beskrevs av Tölken. Crassula pustulata ingår i släktet krassulor, och familjen fetbladsväxter. Inga underarter finns listade i Catalogue of Life.